# Leonard Weinglass
Leonard Irving Weinglass (27 de agosto de 1933 - 23 de março de 2011) foi um advogado de defesa criminal e ativista dos direitos civis norte-americano. Weinglass graduou-se pela Yale Law School em 1958.